# Wyre (isole Orcadi)
Wyre è un'isola di 3,11 km² situata nel Mare del Nord della Scozia nord-orientale e che fa parte dell'arcipelago delle Isole Orcadi e, in particolare, del gruppo delle isole settentrionali. È una delle più piccole tra le isole abitate dell'arcipelago  e conta una quindicina di abitanti.
Orkney Ferries effettua il trasporto con traghetti dall'isola verso Tingwall su Mainland, Egilsay e Rousay.

## Geografia e geologia
Come gran parte delle Orcadi, Wyre è composta da Old Red Sandstone del periodo Devoniano.
L'intera isola non presenta grandi elevazioni, ed ha la forma di un triangolo isoscele; si trova a sud-est di Rousay, dalla quale è separata dal Wyre Sound. A sud si trova Gairsay, a sud-ovest sorge Mainland e a sud-est Shapinsay. Bu condivide con Ae, in Dumfries and Galloway, il record di nome più corto per un villaggio di tutto il Regno Unito.

### Dimensioni
L'isola è lunga 3,5 km e larga appena 1,5 km.

## Storia
La storia di Wyre è ancora evidente, specialmente nei due antichi monumenti gestiti da Historic Scotland, il Cubbie Roo's Castle e la Cappella di Santa Maria.
Il vescovo Bjarni crebbe a Wyre, ed era il figlio di Kolbein Hruga (vedi il capitolo sul Cubbie Roo's Castle sotto); la Collins Encyclopaedia of Scotland su di lui afferma che:
"compose l'unica opera significativa della poesia norrena che è sopravvissuta nelle isole [Orcadi], il suo Jómsvíkingadrápa. Egli giocò anche un ruolo importante nella canonizzazione del Conte Ragnvald." 
Il poeta Edwin Muir (1887–1959), conosciuto per il suo ruolo importante nel Rinascimento scozzese, nacque a Deerness su Mainland e trascorse quasi tutta l'infanzia a Wyre. Nella sua autobiografia scrisse: "Sono delle Orcadi, un buon scandinavo", e aggiunse che alcuni degli anni più belli della sua gioventù li trascorse qui.

## Edifici e luoghi d'interesse

### Cubbie Roo's Castle

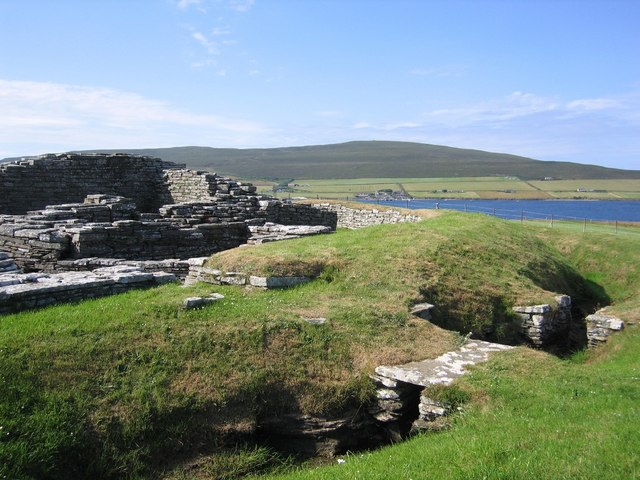
Cubbie Roo's Castle

Tra gli edifici d'interesse di Wyre, figura il Cubbie Roo's Castle, un castello eretto intorno al 1150 e che sarebbe stato fatto costruire da un capo vichingo, Kolbein Hrúga, da cui prende il nome. È il più antico castello a pianta quadrata della Scozia ed è citato nella Saga degli uomini delle Orcadi.
Nella Saga di Haakon Hákonarsonar si racconta che dopo che l'ultimo conte norreno delle Orcadi, il Conte Giovanni, fu ucciso a Thurso, i suoi assassini fuggirono a Wyre. Si rifugiarono nel castello, che era talmente fortificato che gli assedianti dovettero raggiungere un accordo con gli assassini per convincerli ad arrendersi.

### Cappella di Santa Maria

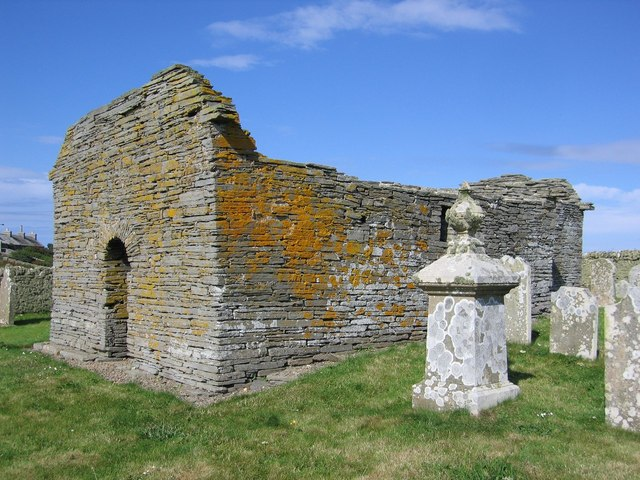
Cappella di Santa Maria

Al centro dell'isola sorge la Cappella di Santa Maria, a cui manca la copertura anche se l'edificio è in gran parte completo. La costruzione risale al XII secolo, è in stile romanico e mostra che i norreni, conosciuti per le scorribande vichinghe, avevano anche un'influenza cosmopolita. La chiesa è stata in parte ristrutturata.